# Baetis Mensa
La Baetis Mensa è una struttura geologica della superficie di Marte.